# 26328 Litomyšl
(26328) Litomyšl, denumire internațională (26328) Litomysl, este un asteroid din centura principală de asteroizi.

## Descriere
26328 Litomyšl este un asteroid din centura principală de asteroizi. A fost descoperit pe 18 noiembrie 1998 la Observatorul Kleť de Miloš Tichý și Zdeněk Moravec
. Asteroidul prezintă o orbită caracterizată de o semiaxă mare de 2,28 ua, o excentricitate de 0,22 și o înclinație de 6,0° în raport cu ecliptica.